# پسر مریض (ترانه)
«پسر مریض» تک‌آهنگی از د چینسموکرز است. این تک‌آهنگ در آلبوم پسر مریض...به من مدیونی قرار داشت.
این تک‌آهنگ در چارت‌های، فنلاند، اتریش، مجارستان و سوئد جزو ده ترانه اول قرار گرفت.